# Eleição municipal de Anápolis em 1988
A eleição municipal de Anápolis em 1988 ocorreu em 15 de novembro de 1988. O prefeito titular era Ademar Santillo do PSD. Anapolino de Faria do PMDB foi eleito em turno único, derrotando o empresário Luiz Antônio de Carvalho, fundador do PT.

## Resultado da eleição para prefeito

### Primeiro turno
| Candidatos a prefeito       | Candidatos a vice-prefeito | Número | Coligação                                         | Votos  | Percentual |
| --------------------------- | -------------------------- | ------ | ------------------------------------------------- | ------ | ---------- |
| Anapolino de Faria PMDB     | Hugo Queiroz PMDB          | 15     | PMDB Chapa pura                                   | 29.253 | 44,09%     |
| Luiz Antônio de Carvalho PT | Rubens Gomide PT           | 25     | PT Chapa pura                                     | 27.835 | 41,96%     |
| Wolney Araújo PDS           | Luiz Worney da Fonseca -   | 11     | Resistência Democrática (PDS, PFL, PDC, PSB, PDT) | 9.253  | 13,95%     |
| Referência:                 |                            |        |                                                   |        |            |